# Tyromyces languidus
Tyromyces languidus är en svampart som beskrevs av Corner 1989. Tyromyces languidus ingår i släktet Tyromyces och familjen Polyporaceae.   Inga underarter finns listade i Catalogue of Life.